# ريتشارد سنو
ريتشارد سنو (بالإنجليزية: Richard Snow)‏‏ (1947 - ) روائي من الولايات المتحدة.

## الجوائز
- زمالة غوغنهايم